# 佘积德
佘积德（1916年—1981年1月24日），男，安徽金寨人，中国人民解放军高级将领、中国人民解放军开国少将。

## 生平
1933年加入中国共产党，曾任中国人民志愿军炮兵指挥部政治部主任兼军法处处长。1955年被授予少将军衔，中共第十届中央候补委员、第四届全国人大代表、政协第五届全国委员会委员，1981年1月24日在成都逝世。